# 마페이 2
마페이 2(영어: Maffei 2)는 카시오페이아자리 방향으로 약 1,000만 광년 떨어져 있는 중간나선은하이다.

## 발견 및 역사
마페이 2는 마페이 1과 함께 1968년 적외선 영역에서 파올로 마페이에 의해 발견되었다.

## 관측의 어려움
마페이 2는 회피대에 위치해 있으며, 약 99.5%가 전경에 있는 우리 은하의 먼지 구름으로 가려져 있기 때문에, 가시광선 영역에서 간신히 관찰할 수 있다. 은하는 발견 직후 국부 은하군의 구성원일 것이라고 주장되었으나, 현재는 근처의 또다른 은하군인 IC 342/마페이 은하군의 일원으로 여겨지고 있다. 참고로, IC 342/마페이 은하군 은하는 국부 은하군에서 가장 가까운 은하군이다.

## 갤러리

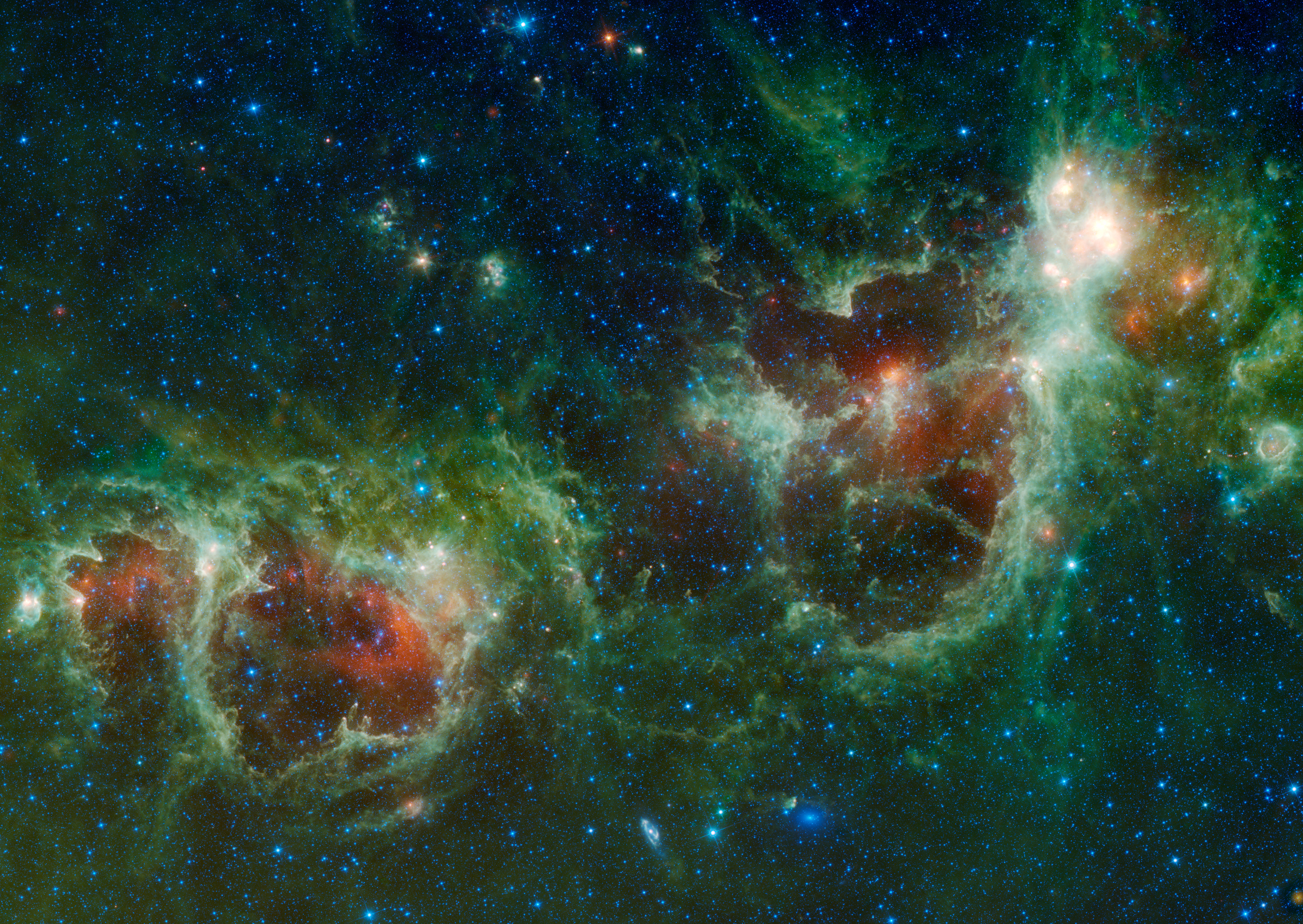
마페이 2는 위 사진의 중간 하단에 있는 나선은하이다. 그 오른쪽으로는 마페이 1이 보인다.

마페이 2는 위 사진의 중간 상단에서 보인다.

## 같이 보기
- 드윙글루 1
- NGC 1300